# Edition Records
Edition Records è un'etichetta discografica indipendente fondata nel 2008 dal pianista Dave Stapleton e dal fotografo Tim Dickeson come nuova etichetta di musica jazz e musica contemporanea. Nel 2013 l'etichetta ha lanciato Edition Classics per concentrarsi su musica da camera di ensemble e solisti internazionali.
Fra i principali artisti pubblicati dalla Edition Records records ci sono Aki Rissanen, Alexi Tuomarila, Andrew McCormack & Jason Yarde, Ant Law, Anton Eger, AuB - Tom Barford & Alex Hitchcock, Chris Potter, Daniel Herskedal, Dave Stapleton, Denys Baptiste, Dinosaur, Drifter, Elliot Galvin, Enemy, Eyolf Dale, Geoff Eales, Girls In Airports, Hess Is More, Ivo Neame, Jason Rebello, Jasper Høiby, Jeff Ballard, Julian Argelles, Kairos 4tet, Kenny Wheeler, Norma Winstone, Malija, Mário Laginha, Julian Argelles and Helge Andreas Norbakken, Marius Neset, Mark Lockheart, Mats Eilertsen, Misha Mullov, Neon Quartet, Nicolas Kummert, Oddarrang, Olavi Louhivuori, Pablo Held Trio, Phronesis, Rob Luft, Robert Mitchell, Roller Trio, Slowly Rolling Camera, Snowpoet, Stuart McCallum, Tim Garland, Tom Barford, Troyka e Verneri Pohjola.
Tra i riconoscimenti ottenuti dall'etichetta si ha la nomination nel 2017 al Premio Mercury del gruppo Dinosaur di Laura Jurd con il disco Together, As One.
A settembre 2011 l'etichetta ha organizzato l'Edition Records Festival al Kings Place di Londra, seguiti da altri festival nel 2012 e nel 2013. 